# Овальная трасса

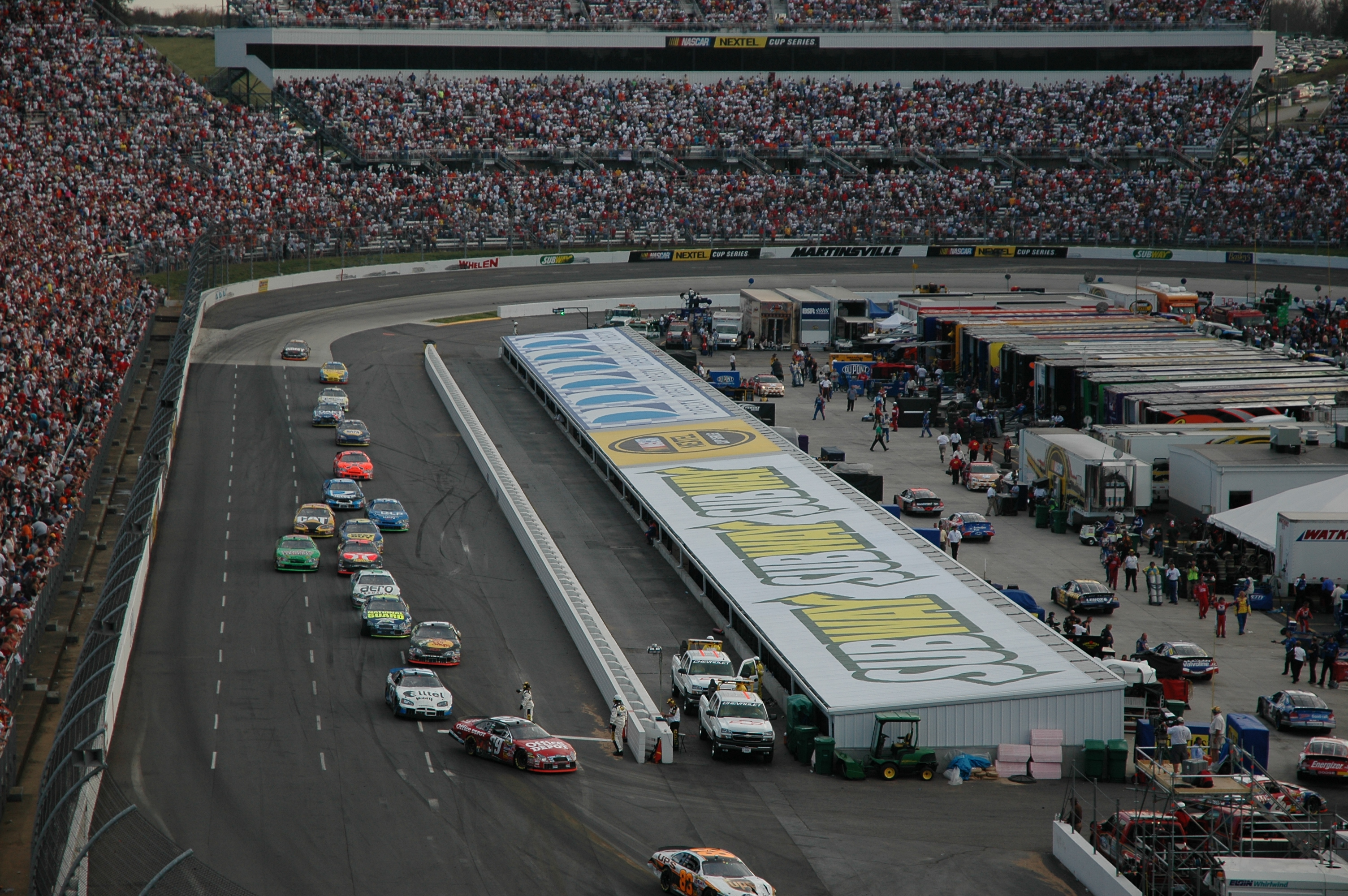
Мартинсвилль Спидвей — шорт-трек правильной овальной формы

Овальная трасса, или трасса овального типа — тип замкнутой гоночной трассы, отличающийся наличием поворотов только в одну сторону, как правило, влево.
Своё происхождение эти трассы ведут от ипподромов, на которых проводились первые гонки автомобилей, а также других замкнутых трасс овального типа — велосипедных треков, беговых дорожек стадионов.
Впоследствии, однако, овалы для авто- и мотогонок практически полностью отделились от других овальных трасс и эволюционировали самостоятельно.

## Классификация овалов
Овальные трассы различаются как по назначению, так и по устройству.

### Овалы для мотогонок
В мотоспорте по овальным трассам гоняются в спидвее. Используются плоские овальные трассы небольшой длины (260—400 м, иногда до 1 км), с различным покрытием — гаревым, ледяным, иногда травяным или грунтовым.

### Овалы для автогонок
В автоспорте существует множество различных видов гонок по трассам овальной формы, выдвигающих к их устройству самые различные требования.
В России в зимний период проводятся трековые гонки на ледовых овалах, сооружённых на базе пустующих зимой ипподромов.
Первый специализированный овал был сооружён в 1907 году в Бруклендсе (Англия), он был второй автогоночной трассой этого типа после трека в Милуоки (США, штат Висконсин), перестроенного из бывшего ипподрома и места проведения ярмарок в 1903 году.
Наибольшее распространение овальные трассы для автогонок получили именно в США, хотя и в Европе до Второй мировой войны они были не редкостью. В пользу овалов говорила их простота и дешевизна, хотя наибольшие из них используются сериями высокого уровня — НАСКАР, IndyCar — и представляют собой сложные сооружения.

#### Треки с твёрдым покрытием

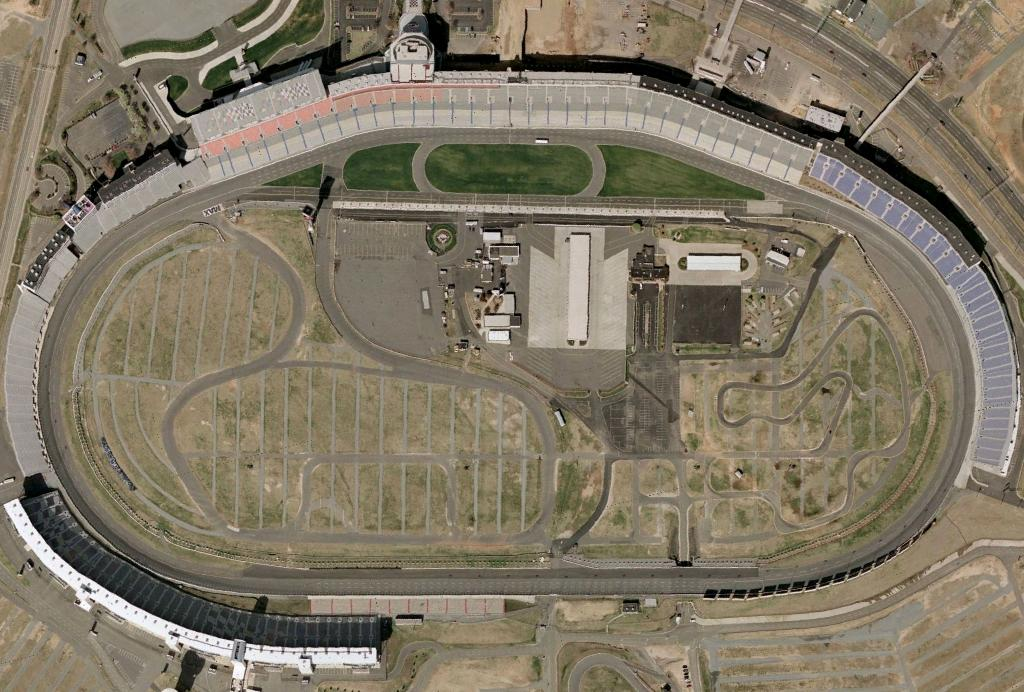
Куад-овал в Шарлотте, с дорожной трассой в инфилде

Наибольшие из овалов имеют твёрдое покрытие (paved-tracks) (асфальт, бетон, кирпичи, в первой трети XX в. — доски (board-tracks)) и длину от 0,5 до 2,66 мили (0,8-4,2 км). Повороты таких овалов имеют наклон — вираж — для большей устойчивости автомобилей, которые благодаря этому могут развивать большие скорости — наибольшая средняя скорость на круге сток-каров НАСКАР зарегистрирована на отметке 352 км/ч («Талладега Суперспидвей»), а чампкары разгонялись до 388 км/ч («Калифорния Спидвей»).
Кроме материала покрытия, треки различаются также по длине, форме, углу виража.
Овалы длиной 0,5—1 мили (800—1600 м) называются шорт-треками (short-tracks), более 1 мили — спидвеями, а более 1,5 миль (2,4 км) — суперспидвеями, хотя эта классификация достаточно условна.
Треки с углом наклона виража менее 12° называются плоскими (flat-tracks). Вираж более 24° даёт право овалу называться высокопрофилированным. Кроме того, угол наклона виража может различаться как в разных поворотах, так и по ширине трассы. Наибольшим углом виража из действующих овалов обладает суперспидвей Талладега — 33°, Северная петля трека в АФУСе в Берлине в 30-х гг. имела вираж с углом наклона 43°, а дощатые треки имели наклон до 60°.
Форма треков, несмотря на название, далеко не всегда бывает овальной — наиболее распространены случаи, когда одна прямая (старт-финишная, расположенная вдоль главной трибуны, что позволяет видеть её всю с любого места на трибуне) изогнута и имеет большую длину. По форме этого изгиба различают: D-овалы (плавный изгиб), три-овалы (выраженные две прямые, соединённые под небольшим углом), quad-овалы (три-овалы с небольшими прямыми (dog-leg — «собачьи коленца»)). Кроме того, есть и действительно прямоугольные овалы (Индианаполис Мотор Спидвей), треугольные овалы (Поконо Рейсвэй, Евроспидвей Лаузиц), овалы неправильной формы (Рокингем).
Большинство овалов с твёрдым покрытием расположено в Северной Америке, наиболее известные не-американские — Лаузицринг в Германии, Рокингем в Англии, Мотеги в Японии, Колдер Парк Рейсвей в Австралии, Родригес Бразерс Рейстрек в Мексике. Массовое строительство D-овалов и три-овалов 1,5-2 мили длиной, со средним углом виража в пределах 12—24° в США в 1990—2000-х годах дало повод назвать их куки-каттерами (cookie-cutter - металлическая форма для вырезания фигурного печенья из теста) — однотипными, похожими друг на друга овалами.
Иногда во внутренней части — инфилде — овальных треков дополнительно прокладывается дорожная трасса, которая может иметь общие участки с овальной трассой (как правило, прямая старт/финиш). Также дорожная трасса может выходить по туннелю за пределы овала или не иметь общих с ним участков, как, например Твин Ринг Мотеги. Так, на дорожном варианте Дайтоны проводится гонка 24 часа Дайтоны, в Мотеги проводится этап MotoGP, а в Индианаполисе — Гран-при Формулы-1 (в 2000—2007 годах), а также МотоГП (с 2008).

#### Гаревые треки

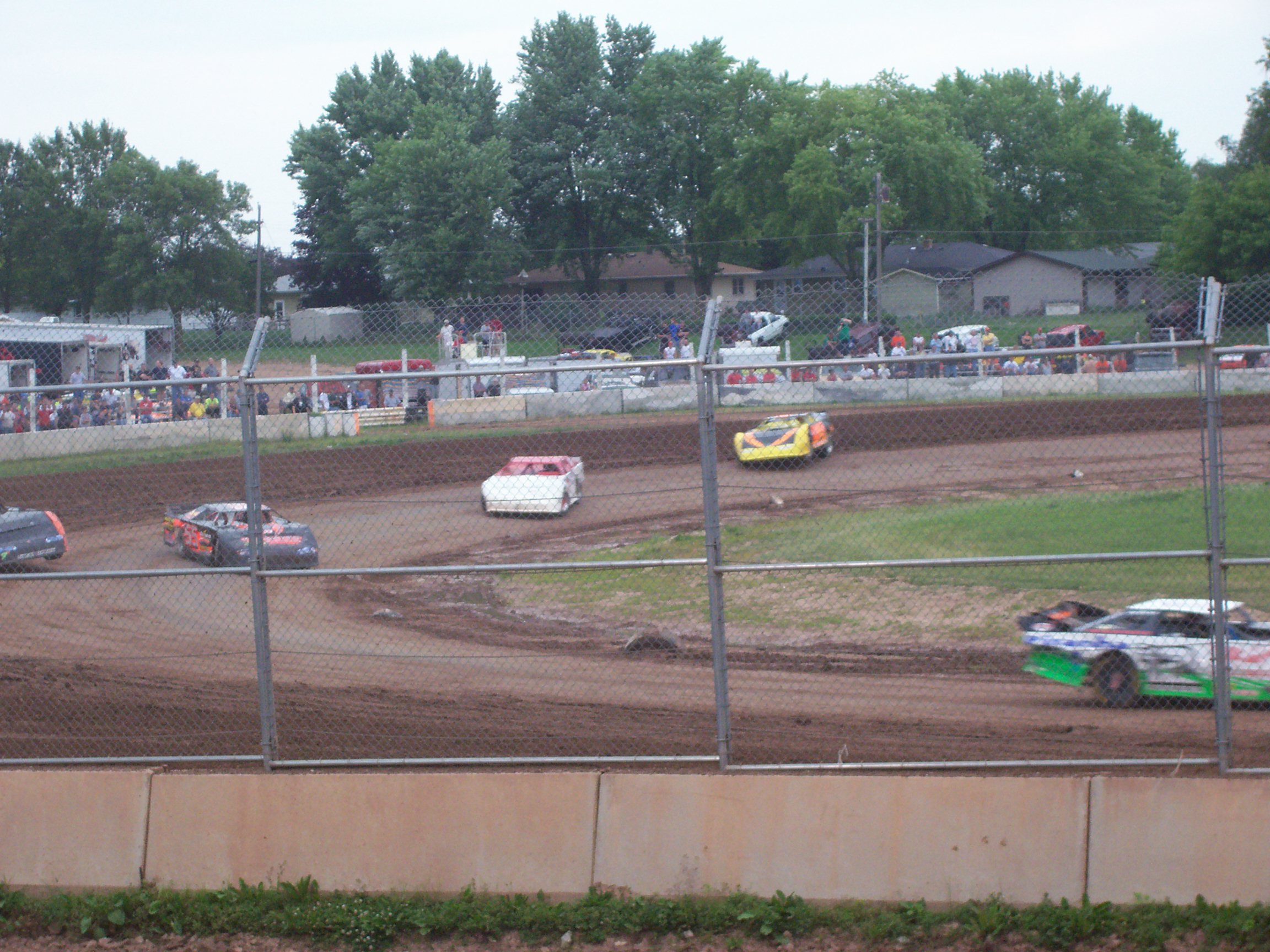
На грунтовых треках очень важно уметь водить машину в управляемом заносе.

Гаревые или грунтовые треки (dirt-tracks) — наиболее многочисленная разновидность овальных треков, только в США их насчитывается более тысячи, немало также в Канаде, Австралии, Англии и континентальной Европе. По длине такие треки не превышают милю, в большинстве случаев и пол-мили (800 м), нижняя граница размеров — около 1/8 мили (200 м). По форме, чаще всего, правильный овал. Покрытие чаще всего утрамбованный грунт (clay-tracks), также трассу поливают водой во избежание рассыхания и образования пыли. Чаще всего трассы лишены виража или имеют слабовыраженный наклон поворотов, но иногда встречаются и крутые виражи.

## Гонки по овалам

### Плоские треки
Несмотря на то, что овалы объединяет форма трассы, гонки на них различаются очень сильно. Плоские треки американцы сравнивают с дорожными трассами, за схожую методику прохождения поворотов — у них, как правило, одна траектория в поворотах, и на прямых пилоты борются за неё. Причём на шорт-треках, где скорости невысоки, борьба может принимать и контактные формы, особенно в гонках кузовных автомобилей.

### Треки с высоким углом виража
На треках со средним или высоким углом виража, как правило, всегда наличествует несколько траекторий — гонщик, идущий по внешней траектории, у стены, хоть и проделывает больший путь, но имеет лучший выход на прямые (в том числе и за счёт «спуска» с виража) и соответственно лучший разгон. Это делает возможной езду бок о бок, на протяжении достаточно длительного времени, пока один из гонщиков не допустит ошибку на торможении или разгоне, выпустив соперника вперёд, или же осуществлять обгоны даже при незначительном преимуществе в скорости.

### Драфт (драфтинг)

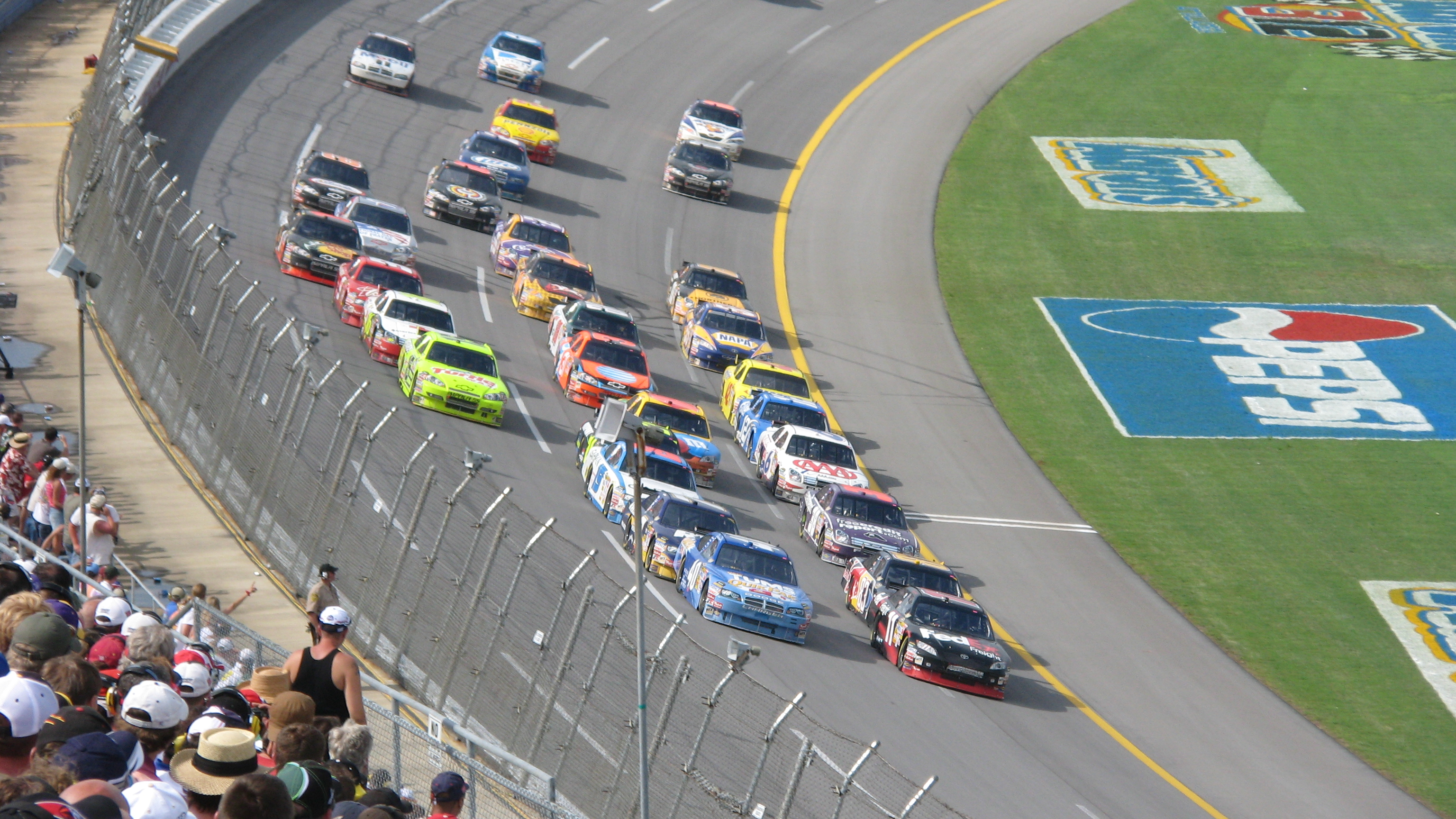
NASCAR Sprint Cup:Езда в драфте на Талладега Суперспидвей

Возможность длительной езды с высокой скоростью делает очень важной проблему аэродинамического взаимодействия автомобилей. Езда в воздушном мешке (драфте, как говорят американцы) может позволить экономить топливо или развивать более высокие скорости, необходимые для обгона. При этом на высокопрофилированных суперспидвеях, таких как Дайтона или Талладега, драфт влияет не только на автомобиль, идущий сзади, но и на идущий спереди — имея на хвосте преследователя, он не тратит энергию на создание кормовых завихрений и тоже может идти быстрее, чем одиночный автомобиль. Это создаёт удивительную возможность идти вместе большому количеству машин буквально бампер к бамперу на скоростях свыше 300 км/ч, причём в несколько (3–5) рядов. Выпавшая из общего ряда машина сильно теряет в эффективности и скорости, и быстро проваливается назад в пелетоне.
В NASCAR драфт на суперспидвеях Дайтона и Талладега принимает вид бамп-драфта. При бамп-драфте едущий сзади автомобиль в прямом смысле толкает впереди идущего. Это довольно тонкая работа. Слишком большая нагрузка от толкающего на задний бампер толкаемого приводит к развороту последнего вследствие разгрузки задней (ведущей) оси.

### Овалы в дождь
Особенности езды по овалам не допускают их использование в дождь — вода постоянно стекает с виража, оставляя дождевые шины с мягким компаундом без охлаждения, и те быстро разрушаются, особенно ввиду высоких нагрузок в вираже. Все попытки создать дождевые шины для овальных трасс до сих пор терпели неудачу.

### Безопасность на овалах
Вопросы безопасности в гонках на овальных треках стоят очень высоко — все вылеты происходят в направлении внешней стороны овала, ограниченной бетонной стеной. На большой скорости такие удары представляют большую угрозу и прежде было очень много трагических исходов. Поэтому организаторы овальных гонок проводят большую работу по повышению безопасности и внедряют различные новации. Так, именно на овальных трассах впервые появились автомобили безопасности, замедляющие пелетон и собирающие его вместе, с тем чтобы дать работникам трассы возможность провести аварийно-спасательные и восстановительные работы — на овалах невозможно замедлить гонку только на одном участке, поэтому автомобиль безопасности выпускают всегда, когда есть опасность аварий — при пролитом масле, дожде, валяющихся обломках и т. п. В последнее время практически на всех овалах повороты стали оснащаться SAFER-барьерами — ударопоглощающими секциями поверх бетонной стены, помогающими ослабить и распределить удар.
23 февраля 2013 года на финальном круге первого этапа NASCAR Xfinity Series в Дайтоне произошла серьёзная авария. Автомобиль новичка Кайла Ларсона взлетел в воздух, и врезался в сетку. Удар пришёлся в калитку, сделанную для прохода людей внутрь трека. В результате столкновения сток-кар Ларсона разорвало на части. Капот с двигателем пробил калитку, и запутался в сетке. Переднее колесо и множество мелких обломков улетели на трибуны. Кайл Ларсон никаких травм не получил, в отличие от зрителей. Три десятка болельщиков были травмированы, но обошлось без жертв.

### Работа с КПП
При езде по овальным трекам не требуется или требуется весьма незначительно работа с КПП, что накладывает на её устройство свои особенности. В том числе и поэтому старт на овальных трассах даётся с ходу, после обычно трёх прогревочных кругов.

### Контрольная телеметрия
Окружающая трассу бетонная стена позволяет располагать вблизи трассы много контрольного оборудования, поэтому на овальных трассах, и так более коротких, нежели трассы дорожного типа, имеется значительно больше контрольных засечек — до 20 — что позволяет при выбросе жёлтых флагов судьям оперативно определять положение гонщиков и соответственно определять позиции машин при рестарте. Также на стене закреплены светофоры с жёлтыми сигналами — судьи не могут размахивать жёлтыми флагами по всей трассе.

### Вечерние гонки
Также на внешней стене могут располагаться осветительные приборы, что делает возможными гонки в ночное время суток. Это время наиболее удобно для зрителей, а гонщики имеют возможность ехать по холодной трассе, что положительно влияет на скорость и управляемость машин.

### Пит-стопы
Тактика пит-стопов на овальных трассах имеет особое значение, позволяя выигрывать гонки даже на слабых машинах. Пит-стопы под зелёным флагом могут стоить гонщикам одного-двух кругов отставания, тогда как под жёлтым флагом они не теряют круг, только позиции, которые могут быть отыграны за счёт преимущества свежих покрышек.

### Гонки на грунтовых треках
Гонки на грунтовых овалах не достигают таких скоростей, однако их малая длина приводит к очень большому числу контактов между участниками. А более высокий центр масс машин приводит нередко к переворотам. Однако лёгкий дождь уже не является помехой при проведении гонок на грунтовых овалах. Езда на грунтовых овалах требует особой техники прохождения поворотов — с заносом задней оси, что позволяет не сбрасывать газ и иметь лучший разгон на выходе. На грунтовых треках пит-стопы не проводятся, для обслуживания машин гонку прерывают на небольшое время, после чего возобновляют. Самые популярные гонки проводятся на машинах категории Спринт-сар и Миджет-кар.

## Устройство овалов
Первоначально полотно трассы на овалах устраивалось на специальных насыпях, затем стали монтировать на опорах.

### Внешняя стена

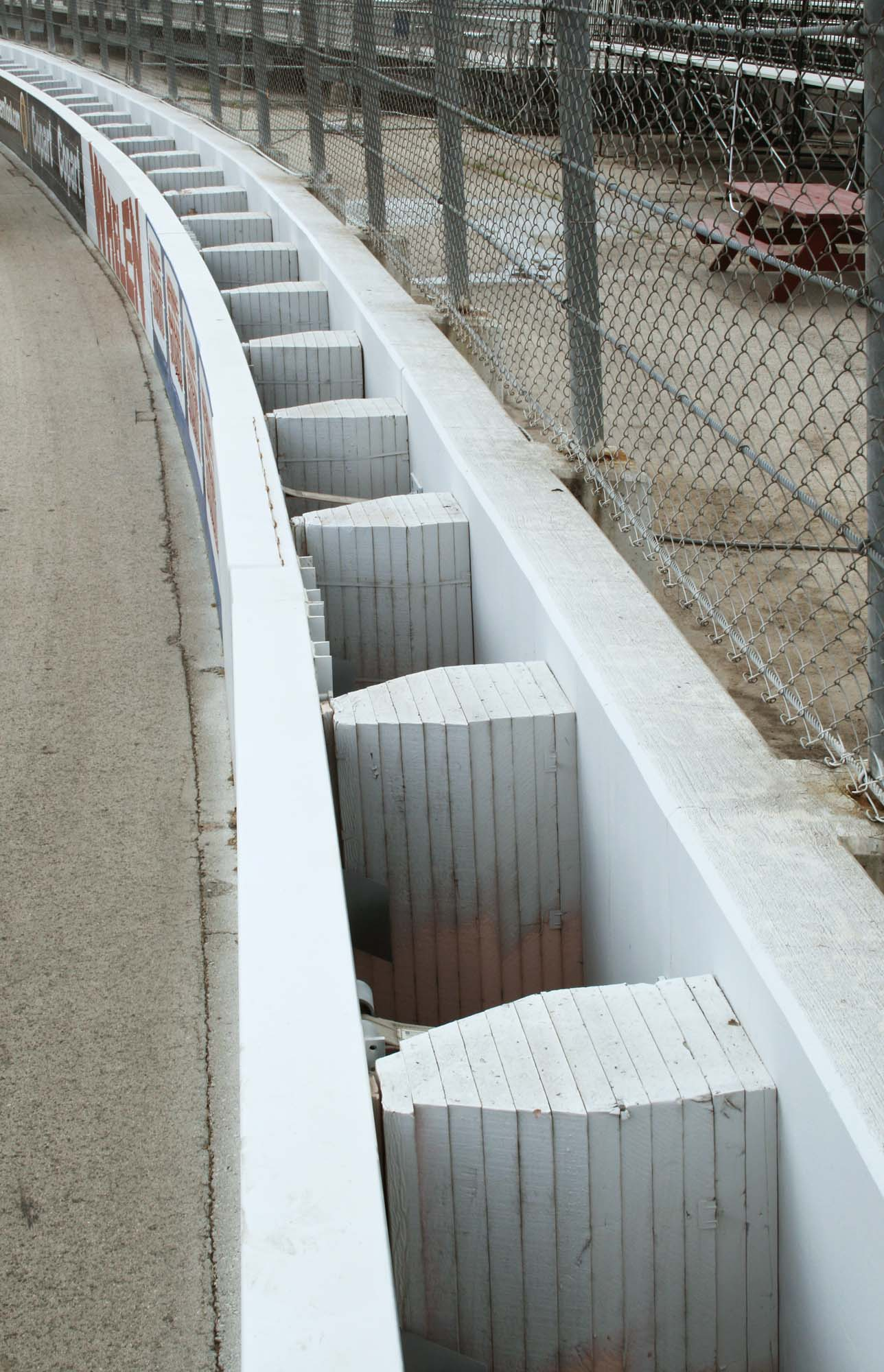
SAFER-барьер на треке в Милуоки.

С внешней стороны треки с твёрдым покрытием всегда ограничены бетонной стеной, которая сверху переходит в прочную, загнутую вовнутрь сетку, призванную улавливать летящие обломки. С начала XXI в. в поворотах стены снабжаются SAFER-барьерами — ударопоглощающими секциями, которые не позволяют машинам отскакивать обратно на трассу, смягчают (примерно на 50—60 %) и распределяют удары. Также на стене закреплено контрольное оборудование, причём вместо жёлтых флагов используются жёлтые сигнальные огни. Все больше треков оснащаются системами освещения, позволяющими проводить гонки в тёмное время суток. Верхняя часть стены снабжена стальной сеткой на мощной раме, призванной сдерживать подскакивающие при авариях автомобили. Рама и сетка достаточно прочны, чтобы сдержать мощный касательный удар машин, а их высота не позволяет обломкам перелетать на трибуны. На грунтовых треках внешняя сторона сеткой часто не ограничена и трибун в том месте нет.

### Вираж

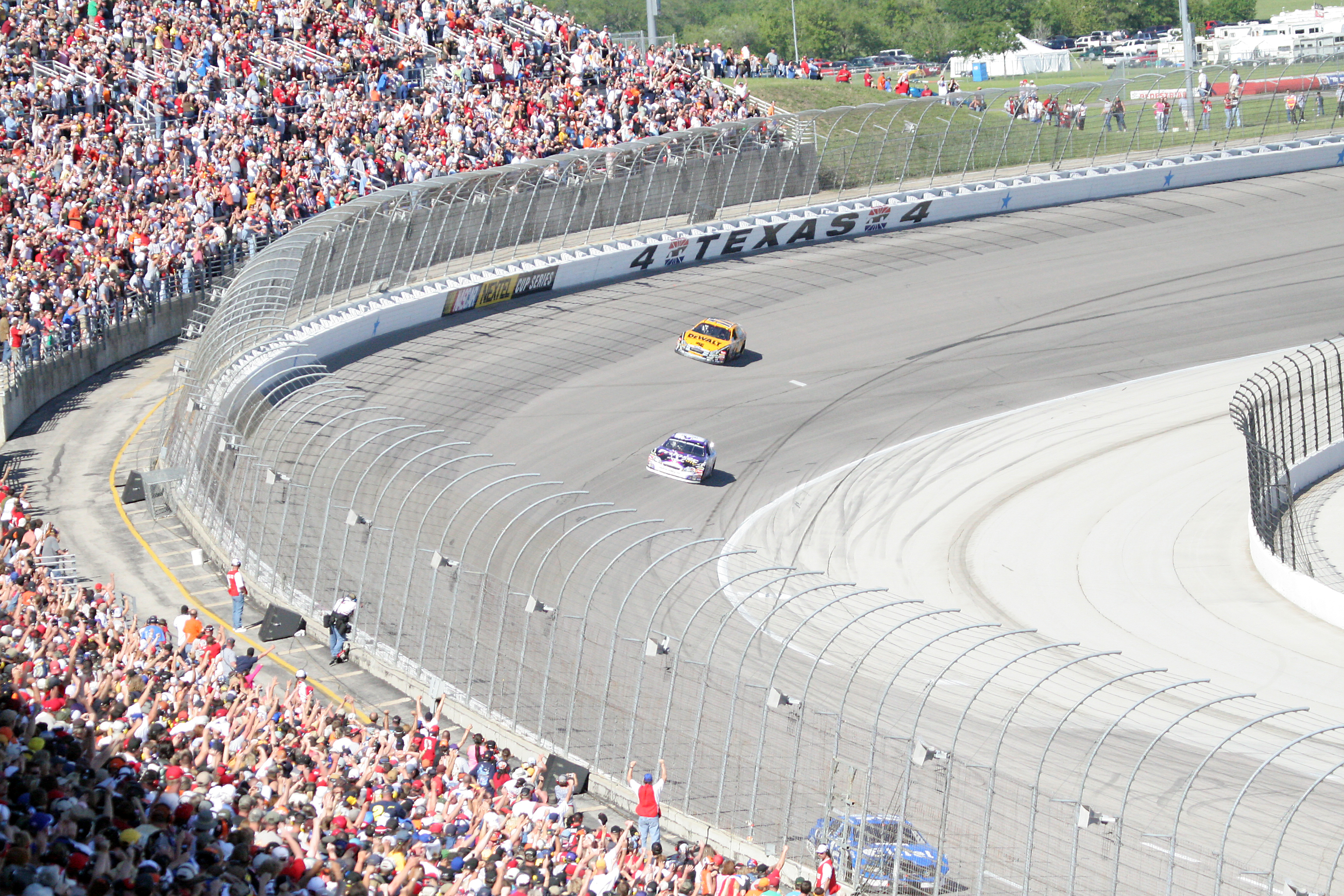
Поворот 4 на Техас Мотор Спидвей. Хорошо виден наклонный вираж (слева) и плоский апрон (справа)

Вираж (англ. banking, рус. бэнкинг) — основная, «рабочая» часть поворотов на овальной трассе. Имеет тот или иной угол наклона (9°—33°), постоянный или переменный. Наклон характерен больше для поворотов, но и прямые также могут быть виражированными. С внешней (правой) стороны вираж ограничен внешней стеной, с внутренней (левой) стороны — апроном. В последнее время всё чаще используется идея переменного по ширине виража — больше к внешней стороне трассы и меньше к внутренней. Таковы, например, треки в Айове (12°—14°) и Бристоле (22°—30°). Большой угол наклона позволяет автомобилям компенсировать часть сил инерции и развивать большие скорости. Кроме того, езда по внешней траектории в вираже не всегда проигрышна и позволяет машинам идти бок о бок на протяжении длительного времени. В Америке, по традиции, вход и выход из поворотов обозначают отдельно, то есть входы получают нечётные номера — 1 и 3 — а выходы получают чётные — 2 и 4. Это не относится к треугольными и четырёхугольным овалам типа Поконо или Индианаполис.

### Апрон
Наклонный вираж от инфилда отделяет плоская часть трассы — апрон. Апрон используется для покидания и возвращения на трассу при проведении пит-стопов. От виража апрон отделяется белой или жёлтой линией, за которой на некоторых трассах (Дайтона, Талладега) гонщик не имеет права обгонять. Впрочем, попадание на плоский апрон с крутого виража и так может дестабилизировать машину, особенно если её правая часть всё ещё на вираже, а левая уже на плоском апроне.

### Инфилд
Внутренняя часть овальной трассы называется инфилдом. Обычно она используется для обустройства пит-комплекса и паддока, а также для стоянки автомобилей зрителей. На шорт-треках в инфилде может разместиться лишь часть пит-комплекса. На грунтовых треках в большинстве это место никак не занято — оно слишком мало и опасно. Также в инфилде может располагаться дополнительная дорожная трасса, соединяющаяся или не соединяющаяся с овалом. На Индианаполис Мотор Спидвей в инфилде вдоль главной прямой позади пит-комплекса стоит трибуна.

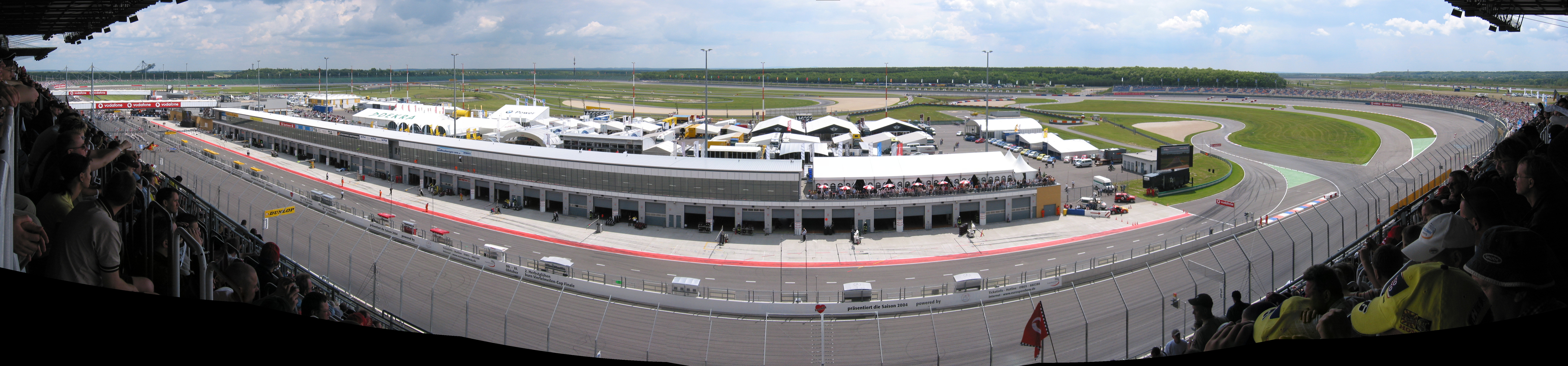
Вид на инфилд Лаузитцринга с главных трибун.

### Трибуны
Трибуны на овалах могут иметь разный вид. В основном они располагаются вдоль главной прямой, но в дальнейшем могут быть расширены в обе стороны, охватывая трассу (как на треке в Шарлотте). Иногда, если трек невелик, они могут и вовсе окружить его целиком, образуя форму стадиона (Бристоль). Но трибуны могут располагаться и нестандартно — так, на треке в Мартинсвилле две главные трибуны расположены с обоих концов овала, образуя вместе с овалом вытянутое сооружение. Расположение трибун в инфилде (как в Индианаполисе) не распространено, так как тогда загораживается обзор на заднюю прямую. Так делают, если вместимость основных трибун совершенно не удовлетворяет — трек в Индианаполисе может принять до 400 тыс. болельщиков. Самые большие треки США имеют вместимость трибун намного больше 100 тыс. человек. И с трибун обычно видна вся трасса. На грунтовых треках трибуны напротив поворотов не устанавливаются — это слишком опасно, тем более в отсутствие бетонной стены. Например, автомобили категории Sprint car во время аварии запросто могут подлететь вверх на 10 метров и перелететь через сетку.